# Хьюс-стрит (линия Джамейка, Би-эм-ти)
|   |     |     |     |   |
| · | · л | · э | · л | · |

|   |     |     |     |   |
| · | · л | · э | · л | · |

«Хьюс-стрит» (англ. Hewes Street) — станция Нью-Йоркского метрополитена, расположенная на линии Джамейка, Би-эм-ти. Станция находится в Бруклине, в округе Уильямсберг, на пересечении Бродвея с Хьюс-стрит. На станции останавливаются маршруты J (круглосуточно, кроме будней днём в пиковом направлении) и M (круглосуточно, кроме ночи). Станцию проходят без остановки маршруты J (в будни днём в пиковом направлении) и Z (в часы пик в пиковом направлении).
Станция была открыта 25 июня 1888 года, на сегодняшний день представлена двумя боковыми платформами, обслуживающими только локальные пути трёхпутной линии. Обе платформы огорожены высоким бежевым забором и имеют навесы по всей своей длине. Название станции представлено в стандартном виде: черные таблички с белой надписью.
Станция имеет два выхода. Первый выход располагается с восточного конца станции. Лестницы с каждой платформы ведут сразу в город, к перекрестку Бродвея с Хьюс-стрит, минуя мезонин. Мезонин раньше работал, но сейчас находится в аварийном состоянии. Мезонин второго выхода работает, располагается с западного конца станции. С каждой платформы в этот мезонин ведет по одной лестнице. Турникетный павильон второго выхода представлен одними полноростовыми турникетами, работающими только на выход пассажиров. Из мезонина в город ведут две лестницы — к западным углам перекрестка Бродвея и Хупер-стрит.
В двух кварталах к востоку от этой станции располагается другая станция метрополитена — Бродвей подземной линии Кросстаун, Ай-эн-ди (маршрут G). Несмотря на многочисленные жалобы пассажиров, бесплатный переход между этими двумя станциями отсутствует.

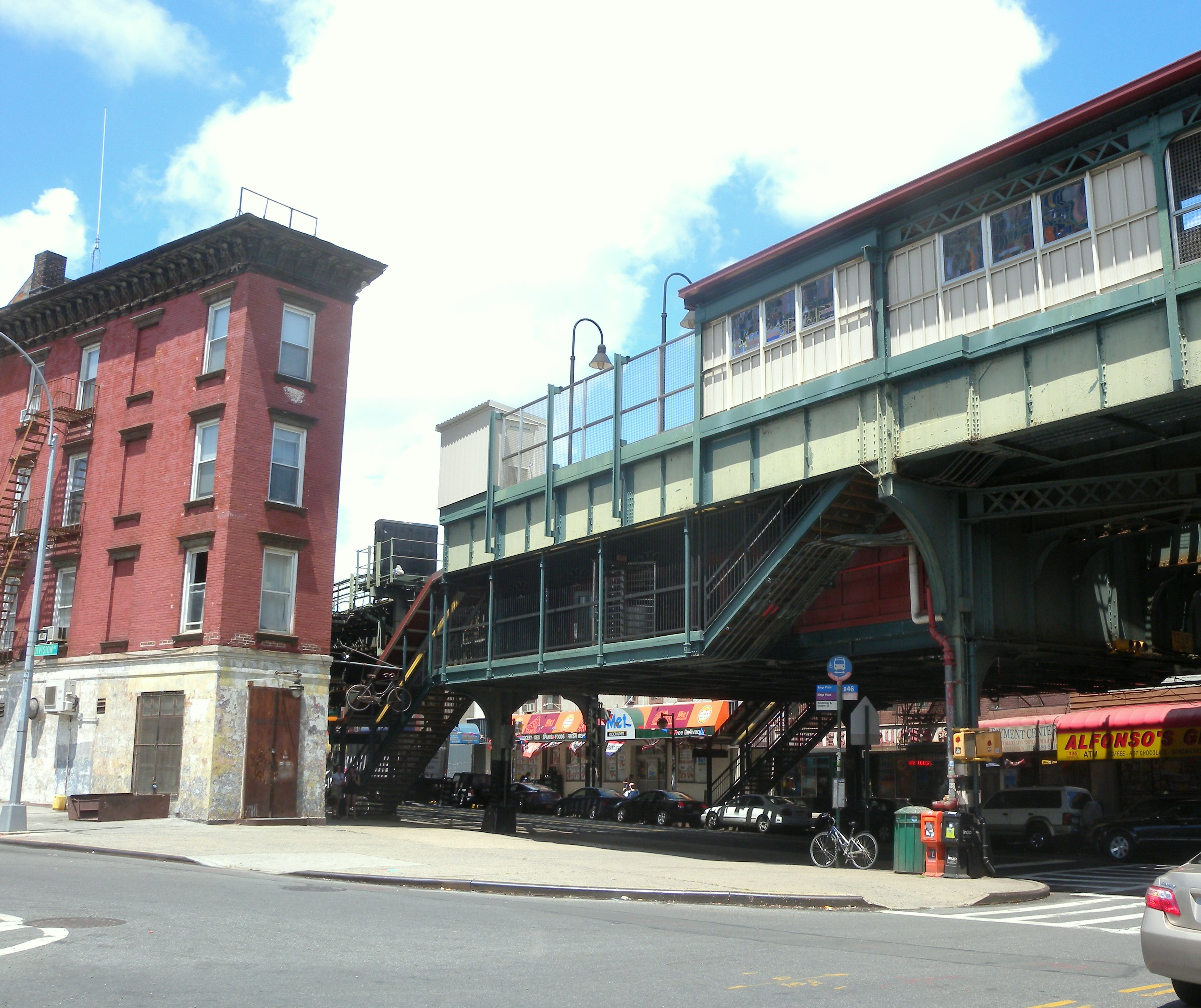
Выход на Хупер-стрит
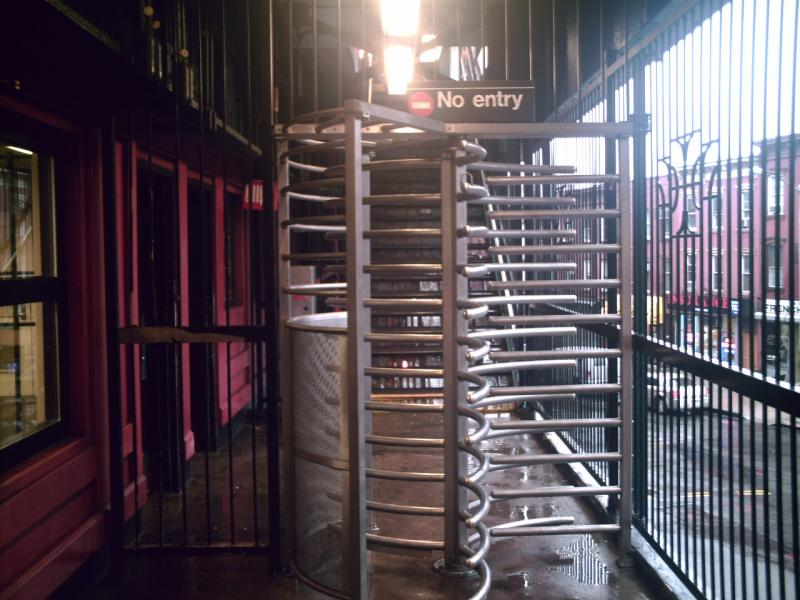
Полноростовые турникеты, работающие только на выход